# Bjäresjö kyrka
Bjäresjö kyrka är en kyrkobyggnad i Bjäresjö. Den tillhör Ljunits församling, fram till 2002 Bjäresjö församling, i Lunds stift.

## Kyrkobyggnaden
Kyrkan byggdes vid 1100-talets mitt, antagligen av samma mästare som var verksamma vid Lunds domkyrka. Ungefär 1760 fick kyrkan korsarmar. År 1892 gjordes en förlängning västerut av långhuset och det gamla tornet från medeltiden revs för att ge plats åt ett nytt i nyromansk stil.
Utmärkande för kyrkan är dess kalkmålningar från ungefär 1220 som finns i koret och absiden, utförda av Bjäresjögruppen. Dessa skadades dock av en restaurering under 1800-talet utförd av Nils Månsson Mandelgren. Snårestadsmästaren utförde kalkmålningar i långhuset under senare delen av 1300-talet.
Ovanför västportalen finns ett tympanon med Kristus hållande en bok med de grekiska bokstäverna A och O.
Dopfunten ska ha utförts av Tove stenmästare och dateras till 1100-talet.

## Orgel
- 1830 byggde Anders Larsson en orgel med 6 stämmor.
- 1931 byggde A. Mårtenssons Orgelfabrik AB, Lund en pneumatisk orgel. Fasaden är från 1830 års orgel.

- 1989 byggdes en ny orgel av J. Künkels Orgelverkstad AB, Färjestaden. Orgeln är mekanisk.